# コミュニティ・シンクタンク
コミュニティ・シンクタンク(Community thinktank)とは、主に地域社会の抱えている問題の解決に向けて、地域コミュニティの現場から改善・打開に向けた研究分析を行う頭脳集団をいう。

## コミュニティ・シンクタンクとは
地域コミュニティの抱える問題の解決に向けた頭脳集団。主に地域再生・地域活性化・地域振興などの他、福祉、教育・子育て、環境、防犯・防災など地域問題などの解決に向けた研究分析を行う。いわゆる地方自治の全体像を考え地域問題を総合的にとらえるものもあれば、特定の政策課題(イシュー)に沿って取り組んで活動するテーマ・コミュニティがシンクタンク化しているものとがある。
一般的なシンクタンクは、官公庁のみならず、社会科学的なテーマについてその問題解決に取り組む研究機関やコンサルタント企業、政治家のブレーン集団など明確な機関や法人をとらえる場合が多いが、コミュニティ・シンクタンクは地域問題解決に向けた取り組みをする、市民グループなど任意団体を指す場合も多い。
故に設置主体は、市町村である場合、NPOの場合、或いは任意団体としての市民グループである場合など様々である。コミュニティ・シンクタンクを自称するか否かに関わらず、地域問題解決に取り組む団体・組織を指して他称する場合もある。
また、研究に留まらず、問題解決に向けて具体的な対策を実践するドゥタンク的な団体も多い。